# Каныга
Каныга — содержимое желудка жвачных животных; полужидкая зеленоватая масса, состоящая из частиц непереваренного корма. Утилизируется в хозяйстве вместе с другими отбросами боен. Каныгу извлекают при разделке туш как побочный продукт убоя животных. Сырая каныга крупного рогатого скота содержит (в %): воды 87,7, протеина 1,6, жира 0,5, клетчатки 4,2, БЭВ 4,7, золы 1,3. У крупного рогатого скота количество каныги составляет 9—12 %, у мелкого рогатого скота — 5—8 % к массе животного.
Получаемая на мясокомбинатах каныга может быть использована в качестве удобрений полей (в Западной Европе) (в смеси с навозом), термоизоляционного материала (каныгита), топливного метана (образующегося при брожении каныги), а также для получения кормовых дрожжей, витамина B12 и другого. Как составная часть варёных кормов каныга используется в кормлении (в Америке) свиней (не годится при откармливании их на сало) и сельскохозяйственной птицы. Питательность 100 кг сырой каныги 6,7 к. ед., высушенной — 46,2 к. ед.
Содержимое желудка домашнего или дикого оленя используется в питании многих народов Севера и Сибири — чукчей, коряков, ненцев, нганасан, хантов, манси. Существует много рецептов блюд из него.
Летнее содержание желудка оленя применяется также как средство выделки сыромятных кож и мехов.